# Dorothy Alexander
Dorothy Moses Alexander (Atlanta, Estados Unidos, 22 de abril de 1904 - Atlanta, 17 de noviembre de 1986) fue una bailarina, coreógrafa y maestra de danza estadounidense. Pionera en el movimiento dancístico de Georgia y fundadora del Atlanta Ballet.
Inicia sus estudios de danza asistiendo a cursos de verano y talleres, primero en su ciudad natal y luego en Nueva York y Londres. Fue artista invitada en varias agrupaciones dancísticas pequeñas y fundadora y bailarina principal en el Dorothy Alexander Concert Group (1929). Esta compañía pasó a ser el Atlanta Ballet en 1941.
Comprometida con la enseñanza, abre su escuela de danza en 1921, que luego pasaría a ser la Atlanta School of Ballet.
En 1981 es galardonada con el Capezio Dance Award, por su impulso a l movimiento dancístico Regional.